# Jacky Lee Island
Jacky Lee Island, in der Sprache der Māori Pukeokaoka genannt, ist eine Insel ostnordöstlich von Stewart Island und südlich der Südinsel von Neuseeland.

## Geographie
Die Insel gehört zu einer der fünf Inselgruppen gleichen Namens, die mit Titi/Muttonbird Islands bezeichnet werden. Sie befindet sich in einer Entfernung von rund 4,8 km ostnordöstlich von Stewart Island in der Nachbarschaft von Motunui/Edwards Island, die rund 580 m nördlich zu finden ist und Herekopare Island, die rund 1,7 km südsüdöstlich liegt.
Jacky Lee Island, rund 30 Hektar groß und bis zu 45 m hoch, erstreckt sich über eine Länge von rund 890 m in Westsüdwest-Ostnordost-Richtung und einer maximalen Breite von rund 520 m in Nord-Süd-Richtung.
Die Insel ist gänzlich bewachsen.